# Motore Douvrin
I motore Douvrin sono una famiglia di motori prodotti dal 1977 al 1997 da una joint-venture tra le due Case automobilistiche francesi Renault e Peugeot. Questo motore è stato progettato dall'ingegnere Jean-Jacques His (padre di motori di Formula 1 di Renault e Ferrari).

## Storia e caratteristiche
L'origine dei motore Douvrin conosciuto anche come "motore J" o "blocco J" va fatta risalire al 1969, anno in cui, tra la Casa di Sochaux e quella di Billancourt, nacque una joint-venture finalizzata alla produzione di motori automobilistici. Da tale collaborazione nacquero in realtà ben due famiglie di motori, una di fascia più bassa ed una di fascia più alta. La prima sarebbe divenuta nota come Motore PSA-Renault Type X, e sarebbe stata utilizzata prevalentemente dalla Peugeot (ed in seguito dall'intero Gruppo PSA) per diverse sue vetture. La seconda famiglia di motori scaturita dalla collaborazione tra Peugeot e Renault fu invece la famiglia di motori Douvrin, che prese il nome dalla città di Douvrin, ove sorgeva lo stabilimento in cui venivano prodotti tali motori.  Nello stesso stabilimento venivano tra l'altro assemblati anche i motori PRV, che vedevano anche la collaborazione della svedese Volvo.

Tale stabilimento esiste ancor oggi e viene utilizzato dalla Peugeot.

I motore Douvrin costituiscono una testimonianza abbastanza lampante di uno dei momenti più significativi della storia della Renault, vale a dire il periodo in cui era in collaborazione con la American Motors. Alcuni modelli della Casa francese vennero infatti commercializzati (peraltro con scarso successo) anche negli USA, mentre i primi modelli del gruppo AMC cercarono di fare capolino anche in Europa. Uno di questi è stato il fuoristrada Jeep Cherokee, proposto in Europa anche con un motore diesel da 2.1 litri. Questo motore era un motore Douvrin.

In generale, i motore Renault-PSA Type J condividevano le seguenti caratteristiche costruttive:
- architettura a 4 cilindri in linea;
- basamento e testata in lega di alluminio;
- valvole in testa;
- distribuzione ad un albero a camme in testa.

Se i piccoli motori della Serie X sono stati utilizzati prevalentemente dalla Peugeot e dal Gruppo PSA,  i motore Renault-PSA Type J hanno visto un utilizzo decisamente più massiccio da parte della Casa di Billancourt, che li ha montati anche su mezzi commerciali della Casa e su alcuni modelli di altre marche che, previo accordo con la Renault, hanno potuto usufruire anch'essi di alcune varianti di motori Douvrin. Presso la Renault, i motore Douvrin sono anche chiamati Type J o ancor più comunemente Bloc J. Per questo motivo, essi sono codificati con un codice di tre caratteri che comincia sempre con la lettera J.

I motore Renault-PSA Type J ricoprivano una fascia compresa tra i 2 ed i 2.2 litri, ed erano suddivisibili in tre gruppi principali, ognuno dei quali a sua volta era costituito da più varianti motoristiche. Due di questi tre gruppi erano costituiti da motori a benzina, mentre l'altro, pur essendo costituito da motori diesel, era strettamente derivato dalle corrispondenti unità a benzina.

Di seguito vengono illustrate più in dettaglio le tre principali suddivisioni dei motori Douvrin.

### Motore Douvrin 2.0 a benzina
La versione da due litri aveva le seguenti caratteristiche:
- alesaggio e corsa: 88x82 mm;
- cilindrata: 1995 cm³.

Si trattava quindi di un motore superquadro, che venne prodotto in tre varianti: la variante a carburatore monocorpo era codificata con la sigla J5R, mentre quella a carburatore doppio corpo portava la sigla J6R e quella ad iniezione, esistita sia a 2 che a 3 valvole per cilindro (ma sempre monoalbero in testa) era siglata J7R.

Di seguito sono riepilogate le caratteristiche e le applicazioni delle tre varianti.
| Versione | Variante    | N°valvole/ cilindro | Alimentazione                            | Rapporto di compressione | Potenza CV/rpm | Coppia Nm/rpm | Applicazioni                        | Anni di produzione |
| -------- | ----------- | ------------------- | ---------------------------------------- | ------------------------ | -------------- | ------------- | ----------------------------------- | ------------------ |
| J5R      | J5R-716/726 | 2                   | Carburatore monocorpo                    | -                        | 80             | -             | Renault Trafic Mk1 2.0              | 1983-93            |
| J5R      | J5R-718/728 | 2                   | Carburatore monocorpo                    | -                        | 80             | -             | Renault Master Mk1 2.0              | 1981-93            |
| J5R      | 829         | 2                   | Carburatore monocorpo                    | 9.2                      | 83/5000        | 147/2750      | Cournil SCE15/25 Auverland SC       | 1979-84 1984-86    |
| J6R      | J6R-829     | 2                   | Carburatore doppio corpo                 | 9.2                      | 109/5500       | 169/3000      | Renault 20 TS                       | 1977-80            |
| J6R      | J6R-829     | 2                   | Carburatore doppio corpo                 | 9.2                      | 109/5500       | 163/3000      | Renault Fuego TX/GTX                | 1980-85            |
| J6R      | J6R-829     | 2                   | Carburatore doppio corpo                 | 9.2                      | 109/5500       | 163/3000      | Renault Espace Mk1 2.0 GTS/TSE      | 1984-87            |
| J6R      | J6R-829     | 2                   | Carburatore doppio corpo                 | 9.2                      | 104/5000       | 163/3000      | Renault 20 TS/LS                    | 1980-84            |
| J6R      | J6R-829     | 2                   | Carburatore doppio corpo                 | 9.2                      | 104/5500       | 160/3250      | Renault 18 GTX                      | 1984-85            |
| J6R      | J6R-762     | 2                   | Carburatore doppio corpo                 | 9.2                      | 103/5500       | 163/3000      | Renault 25 TS/GTS                   | 1984-88            |
| J6R      | J6R-762     | 2                   | Carburatore doppio corpo                 | 9.2                      | 103/5500       | 163/3000      | Renault Espace Mk1 2.0 GTS/TSE      | 1988-91            |
| J6R      | 829A5       | 2                   | Carburatore doppio corpo                 | 9.2                      | 106/5500       | 166/3250      | Citroën CX 20                       | 1979-89            |
| J7R      | J7R-750     | 2                   | Iniezione elettronica multipoint Renix   | 10                       | 120/5500       | 168/4500      | Renault 21 TX, TI, GTX e TXE        | 1986-95            |
| J7R      | J7R-750     | 2                   | Iniezione elettronica multipoint Renix   | 10                       | 120/5500       | 168/4500      | Renault 25 TX                       | 1986-92            |
| J7R      | J7R-750     | 2                   | Iniezione elettronica multipoint Renix   | 10                       | 120/5500       | 168/4500      | Renault Espace Mk1 2.0i             | 1988-91            |
| J7R      | J7R-732     | 2                   | Iniezione elettronica multipoint Renix   | 9.2                      | 107/5000       | 159/2500      | Renault Safrane 2.0i RT             | 1992-95            |
| J7R      | J7R-732     | 2                   | Iniezione elettronica multipoint Renix   | 9.2                      | 103/5250       | 159/2500      | Renault Espace Mk2 2.0i RT Kat      | 1991-96            |
| J7R      | ZEJ         | 2                   | Iniezione elettronica Bosch              | 9.2                      | 110/5250       | 168/4000      | Peugeot 505 STi                     | 1979-82            |
| J7R      | J7R-720/726 | 3                   | Iniezione elettronica                    | 9.3                      | 140/6000       | 176/4300      | Renault 25 TI/TXI                   | 1989-92            |
| J7R      | J7R-740/54  | 3                   | Iniezione elettronica                    | 9.3                      | 140/6000       | 176/4300      | Renault 21 TXi/TXi Quadra           | 1989-92            |
| J7R      | J7R-740/54  | 3                   | Iniezione elettronica                    | 9.3                      | 135/6000       | 174/4300      | Renault 21 TXi Kat                  | 1992-95            |
| J7R      | J7R-734/60  | 3                   | Iniezione elettronica                    | 9.2                      | 132/6000       | 170/4500      | Renault Safrane 2.0 12v             | 1992-97            |
| J7R      | J7R-752/756 | 2                   | I.e. Renix + turbocompressore Garrett T3 | 8                        | 175/5200       | 270/3000      | Renault 21 2.0 Turbo / Turbo Quadra | 1987-92            |
| J7R      | J7R-752/756 | 2                   | I.e. Renix + turbocompressore Garrett T3 | 8                        | 162/5200       | 270/3000      | Renault 21 2.0 Turbo Kat            | 1992-94            |

### Motore Douvrin 2.2 a benzina
Il secondo grande gruppo di versioni dei motori Douvrin è quello delle versioni da 2.2 litri a benzina. Tali versioni nascevano dall'unità da 2 litri, la quale però ha usufruito di un nuovo albero a gomiti dotato di manovelle più lunghe: ciò ha permesso un allungamento della corsa dei cilindri, passata da 82 ad 89 mm, mentre l'alesaggio è rimasto fermo ad 88 mm, rendendo il motore sottoquadro. Si tratta di un motore monoalbero per lo più a due valvole per cilindro, ma con alcune applicazioni a 3 valvole per cilindro come nella versione da 2 litri. Il 2.2 litri Douvrin, ovvero della Serie J, montata anche su alcuni modelli del Gruppo PSA, non va confusa con il 2.2 litri di origine SIMCA, anch'esso utilizzato nello stesso periodo sempre da alcuni modelli del gruppo francese. Il 2.2 litri Simca, infatti, aveva una cilindrata di 2155 e non di 2165 cc.

Tornando al 2.2 litri Douvrin, esso era noto presso la Renault con la sigla J7T se alimentato ad iniezione, e J6T se alimentato a carburatore. Altre sigle vennero adottate dalle altre Case che ne fecero uso. Questo motore è stato proposto in quattro varianti, descritte di seguito.
| Versione | Variante    | Valvole/ cilindro | Alimentazione                 | Rapporto di compressione | Potenza CV/rpm | Coppia Nm/rpm | Applicazioni                    | Anni di produzione |
| -------- | ----------- | ----------------- | ----------------------------- | ------------------------ | -------------- | ------------- | ------------------------------- | ------------------ |
| J6T      | J6TA5       | 2                 | Carburatore doppio corpo      | 9.8                      | 115/5600       | 178/3250      | Citroën CX 22                   | 1985-89            |
| J6T      | -           | 2                 | Carburatore doppio corpo      | 9.8                      | 115/5600       | 178/3250      | Renault 20 TX                   | 1980-84            |
| J7T      | J7T-600/780 | 2                 | Iniezione elettronica         | -                        | 100            | -             | Renault Trafic Mk1 2.0          | 1989-92            |
| J7T      | J7T-600/780 | 2                 | Iniezione elettronica         | -                        | 95             | -             | Renault Trafic Mk1 2.0 Kat      | 1992-94            |
| J7T      | J7T-770     | 2                 | I.e. Renix                    | 9.2                      | 110/5000       | 174/3500      | Renault Espace Mk1 2.2          | 1989-91            |
| J7T      | J7T-770     | 2                 | I.e. Renix                    | 9.2                      | 110/5000       | 170/3500      | Renault 21 2.2 GTX Alizé        | 1992-94            |
| J7T      | J7T-770     | 2                 | I.e. Renix                    | 9.2                      | 110/5000       | 170/3500      | Renault Safrane 2.2i 8v         | 1992-95            |
| J7T      | J7T-772     | 2                 | I.e. Siemens-Bendix           | 9.2                      | 107/5000       | 170/3500      | Renault Espace Mk2 2.2i RXE Kat | 1991-96            |
| J7T      | J7T-708/733 | 2                 | I.e. Renix                    | 9.8                      | 123/5250       | 182/2750      | Renault 25 GTX                  | 1984-92            |
| J7T      | J7T-760     | 3                 | I.e. Bendix                   | 9.2                      | 140/5750       | 186/4500      | Renault Safrane 2.2 Si          | 1992-96            |
| ZDJ      | ZDJ-K       | 2                 | Iniez. mecc. Bosch K-Jetronic | 9.2                      | 117/5250       | 186/3500      | Peugeot 505 STI                 | 1981-83            |
| ZDJ      | ZDJ-L       | 2                 | I.e. Bosch L-Jetronic         | 9.8                      | 130/5750       | 185/4250      | Peugeot 505 GTI                 | 1983-89            |

### Diesel da 2.1 litri
Dall'unità a benzina da 2.2 litri è stata derivata anche una versione a gasolio. Per realizzare tale versione partendo dal 2.2 litri Douvrin, tra le varie modifiche ed adattamenti del caso, è stato ridotto l'alesaggio dei cilindri, da 88 ad 86 mm. Come risultato si è ottenuta una cilindrata di 2068 cc. Inoltre, sono state adottate delle canne cilindri in ghisa per reggere gli elevatissimi valori di compressione del nuovo motore ed è stata montata una testata completamente nuova. L'alimentazione era ad iniezione indiretta, mentre la distribuzione era unicamente a due valvole per cilindro.
Il diesel Douvrin era siglato J8S presso la Casa della Losanga, mentre la statunitense Jeep, che lo ha adottato per la prima generazione della Cherokee lo identificava con la sigla 121. È stato proposto in tre varianti. La Casa statunitense (all'epoca partecipata dalla Renault) aveva già impiegato sulla CJ-7 la versione aspirata sui modelli destinati ad alcuni mercati (come Francia e Belgio) a partire dal giugno 1982.
| Variante    | Alimentazione                                                | Rapporto di compressione | Potenza CV/rpm | Coppia Nm/rpm | Applicazioni                          | Anni di produzione |
| ----------- | ------------------------------------------------------------ | ------------------------ | -------------- | ------------- | ------------------------------------- | ------------------ |
| J8S-852     | Diesel aspirato iniezione indiretta pompa rotativa           | 21.5                     | 64/4500        | 124/2250      | Renault 20 TD/GTD                     | 1980-84            |
| J8S-852     | Diesel aspirato iniezione indiretta pompa rotativa           | 21.5                     | 64/4500        | 124/2250      | Renault 25 TD/GTD                     | 1984-88            |
| J8S-852     | Diesel aspirato iniezione indiretta pompa rotativa           | 21.5                     | 68/4500        | 127/2250      | Renault 18 TD/GTD                     | 1981-85            |
| J8S-852     | Diesel aspirato iniezione indiretta pompa rotativa           | 21.5                     | 68/4500        | 127/2250      | Renault 21 TD/GTD                     | 1987-88            |
| J8S-736     | Diesel aspirato iniezione indiretta pompa rotativa           | 21.5                     | 70/4500        | 133/2250      | Renault 25 TD/GTD                     | 1988-92            |
| J8S-736     | Diesel aspirato iniezione indiretta pompa rotativa           | 21.5                     | 72/4500        | 133/2250      | Renault 21 TD/GTD                     | 1988-93            |
| J8S-810     | Diesel aspirato iniezione indiretta pompa rotativa           | 21.5                     | 60/4500        | 126/2000      | Jeep CJ-7                             | 1982-85            |
| J8S-852-10  | Iniezione indiretta + turbocompressore Garrett               | 21.5                     | 85/4250        | 181/2000      | Renault 30 Turbo D                    | 1982-84            |
| J8S-852-10  | Iniezione indiretta + turbocompressore Garrett               | 21.5                     | 85/4250        | 181/2000      | Renault 25 TurboD/TurboDX             | 1984-92            |
| J8S-852-10  | Iniezione indiretta + turbocompressore Garrett               | 21.5                     | 88/4250        | 182/2000      | Renault 20 Turbo D                    | 1981-84            |
| J8S-852-10  | Iniezione indiretta + turbocompressore Garrett               | 21.5                     | 88/4250        | 182/2000      | Renault 21 TurboD/TurboDX             | 1987-94            |
| J8S-852-10  | Iniezione indiretta + turbocompressore Garrett               | 21.5                     | 88/4250        | 182/2000      | Renault Espace Mk1 2.1 TurboD         | 1985-91            |
| J8S-852-10  | Iniezione indiretta + turbocompressore Garrett               | 21.5                     | 88/4250        | 182/2000      | Renault Espace Mk2 2.1 Turbodiesel RN | 1991-96            |
| J8S-852-10  | Iniezione indiretta + turbocompressore Garrett               | 21.5                     | 88/4250        | 182/2000      | Renault Trafic Mk1 2.1 TurboD         | 1981-97            |
| J8S-852-10  | Iniezione indiretta + turbocompressore Garrett               | 21.5                     | 88/4250        | 182/2000      | Renault Master Mk1 2.1 TurboD         | 1981-97            |
| J8S-852-700 | Iniezione indiretta + turbocompressore Garrett               | 21.5                     | 88/4250        | 182/2000      | Renault Fuego TurboD                  | 1982-85            |
| J8S-760     | Iniezione indiretta + turbocompressore Garrett               | 21                       | 90/4250        | 192/2000      | Renault Safrane 2.1 dT                | 1992-96            |
| 121         | Iniezione indiretta + turbocompressore Garrett               | 21.5                     | 81/4000        | 180/2250      | Jeep Cherokee Mk1 2.1 TD              | 1985-93            |
| J8S-610     | Iniezione indiretta + turbocompressore a geometria variabile | 21                       | 92/4250        | 190/2000      | Renault Espace Mk2 2.1 dTv RT         | 1995-96            |

### Altre varianti
Il motore J7T (vale a dire quello da 2.2 litri) nella configurazione ad iniezione elettronica, che in Europa erogava fino a 130 CV, è stato proposto anche nel mercato statunitense, ma con una forte riduzione di potenza a causa delle severissime norme antinquinamento già all'epoca vigenti oltreoceano. Questo motore, della potenza massima di 110 CV, è stato montato su:
- Eagle 21 Medallion (1987-89). Versione USA della R21;
- Eagle Premier - Dodge Monaco (1988-91). Versione completamente ridisegnata da Giugiaro per il mercato americano della Renault 25. Il motore era lo stesso della "Renault Medallion", ma con cambio automatico a tre marce.

Dal 1991, ne è stata proposta una versione catalizzata, anche in Europa, che anche in questo caso ha causato un sensibile decremento di potenza, scesa fino a 110 CV. In questa configurazione, questo motore è stato montato sulla Renault Espace Mk2 2.2, prodotta appunto fino al 1996 e già illustrata nella tabella relativa al motore 2.2 a benzina.